# Luis López-Ballesteros y Fernández
Luis López-Ballesteros y Fernández (Mayagüez, 12 d'agost de 1869 - Madrid, 2 de juliol de 1933) va ser un advocat, periodista, dramaturg i polític espanyol, pare del traductor Luis López Ballesteros y de Torres.

## Biografia
Nascut el 12 d'agost de 1869 en Mayagüez, Puerto Rico, cursà el Batxillerat a Mataró (Maresme), i en 1885 es traslladà a Madrid, on es va llicenciar en Filosofia i Lletres. Des dels disset anys es dedicà al periodisme. Va militar en el Partit Liberal i va ser elegit diputat a Corts a les eleccions generals de 1907, 1910, 1914, 1916, 1918, 1919, 1920 i 1923, i és baixa en l'última legislatura en 1923. En 1902 fou nomenat governador civil de la província de Màlaga. A més també fou vicepresident del Congrés i governador civil de Madrid (1917-1918). Va ser redactor de La Voz de Guipúzcoa i dels diaris madrilenys La Regencia, La Opinión, La Correspondencia de España, El Día (que dirigí), el Heraldo de Madrid, Diario Universal i El Imparcial des de 1903, que dirigí entre 1906 i 1915. Va mantenir una abundant correspondència amb l'escriptora Emilia Pardo Bazán. Col·laborà en La Ilustración Española y Americana, El Teatro (1903), ABC i altres periòdics. Els seus últims anys es va retirar del periodisme i va ser cap superior d'Administració en la secció de Cambres Agrícoles del Ministeri d'Agricultura. Va compondre algunes peces teatrals (Después del combate, Rosa vencida, ambdues en tres actes, i el drama líric Colomba i la sarsuela en un acte La buenaventura) i novel·les curtes com Semblanzas y cuentos, Lucha extraña, Junto a las máquinas, La cueva de los búhos, El crimen de don Inocencio.
Va morir a Madrid el 2 de juliol de 1933.